# Evolution
Evolution — свободно распространяемая программа для работы с электронной почтой, управления адресной книгой и функцией планировщика задач, изначально написанная для платформы Linux. Создана фирмой Ximian, приобретённой в 2003 году корпорацией Novell, которая осуществляла разработку и поддержку продукта до момента передачи управления проекту GNOME в 2012 году. С сентября 2004 года входит в состав оконной среды GNOME в качестве поставляемой по-умолчанию почтовой программы.

## Описание
Содержит календарь, систему планирования времени, адресную книгу. Поддерживает все распространённые почтовые протоколы — IMAP, POP3, SMTP с аутентификацией через TLS. Evolution может соединяться с серверами Microsoft Exchange 2000/2003/2007 и GroupWise. Кроме этого, программа поддерживает PGP/GnuPG для шифрования или электронной подписи сообщений, содержит Junk/Spam-фильтр. Она также может быть использована для чтения новостных групп и интегрироваться в часы на панели Gnome, позволяя получить доступ к задачам пользователя с помощью одного щелчка мышью.
Evolution поддерживает следующие функции и протоколы:
- Получение электронной почты по протоколам POP3 и IMAP и её отправка по SMTP.
- Поддержка расширений протокола IMAP4 для быстрого обновления содержимого папок Quick Resync[6] и уведомлений со стороны сервера IMAP IDLE[7].
- Поддержка локальной почты на UNIX системах.
- Поддержка защищённых протоколов связи SSL, TLS and STARTTLS.
- Шифрование переписки при помощи GPG и S/MIME.
- Использование библиотеки NSS для управления сертификатами, что позволяет использовать общее хранилище[8] между совместимыми программами, например Mozilla Firefox, Mozilla Thunderbird, LibreOffice и пр.
- Поиск по почтовым папкам и сортировка почты по критериям.
- Автоматическая фильтрация спама с использованием SpamAssassin и Bogofilter.
- Возможность работы с серверами Microsoft Exchange Server, Novell GroupWise и Kolab.
- Календарь с поддержкой формата файлов iCalendar и протоколов WebDAV, CalDAV и возможностью подключения к Google Calendar.
- Адресная книга с поддержкой локальных контактов, протоколов CardDAV, LDAP и контактов Google.
- Интеграция адресной книги с LibreOffice.
- Поддержка аватаров пользователей из адресной книги, из заголовков X-Face, Face и автоматический поиск их по хешу адреса электронной почты на сервисе Gravatar.
- Поддержка расширений для чтения лент новостей RSS, синхронизации с мобильными устройствами и VoIP приложением Ekiga.
- Импорт почты из архивов Microsoft Outlook (файлы с расширениями dbx, pst) и Berkley Mailbox.

## Совместимость с Microsoft Exchange
Evolution поддерживает подключение к серверам Microsoft Exchange Server при помощи расширения evolution-ews для Exchange 2007, 2010 и новее, evolution-mapi для серверов Exchange 2010, 2007, поддерживающих протокол MAPI. Совместимость с Exchange Server 2003, 2000 по протоколу Outlook on the web обеспечивается при помощи расширения evolution-exchange.

## Неподдерживаемые порты
В прошлом Evolution была перенесена на операционные системы Apple Mac OS X и Microsoft Windows, однако активная разработка их была прекращена.